# Paul Scalich

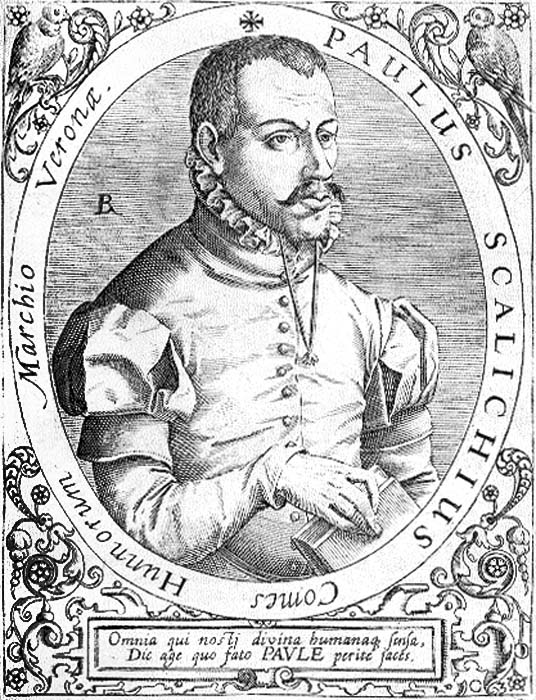
Retrato de Paul Scalich, conde de los Hunos

Paul Scalich o Skalich, latinizado como Paulus Scaliger, Scalichius, Scaligius o incluso Scalitzius, conocido también como Stanislav Pavao Skalić o Paulus Scalichius de Lika, conde de los Hunos (Zagreb, Croacia, 1534 – †1573), fue un humanista, enciclopedista y aventurero croata del Renacimiento.

## Biografía
Estudió Teología y Filosofía en Viena y luego habría viajado a Bolonia (donde se doctoró en Teología), Roma, Bohemia, Polonia, Francia y Alemania entre otros lugares, acreditándose en diversas Cortes con falsos o cuando menos dudosos títulos de barón, duque, marqués... y alcanzando la cumbre de su fortuna como consejero del anciano duque Alberto de Prusia. En Suiza publicó Encyclopaedia, seu Orbis disciplinarum, tam sacrarum quam prophanarum Epistemon (Basilea, 1559). Se trata de un largo diálogo de un centenar de páginas entre una maestro (Epistemon: «aquel que sabe») y un estudiante (Philomusus: «amigo de las Musas»), en torno a una gran variedad de temas (metafísica, psicología, medicina, artes liberales, etc.) Scalich se consideraba discípulo de Raimundo Lulio y, en la introducción de su obra, la justifica por el deseo innato que todo hombre tiene de comunicar su saber.
La enciclopedia fue juzgada severamente y considerada como una «pésima compilación». Para Robert Collison, autor de este juicio, el principal mérito de esta obra es haber introducido por vez primera el término enciclopedia en un título para designar esta clase de escritos, cuando el término utilizado hasta entonces era cyclopaedia.
Después Scalich publicó tratados y debates sobre la justicia, el movimiento de los astros etcétera. Su formación humanista se nota en que inserta con frecuencia citas en griego y hebreo. También escribió un tratado sobre música: Dialogus de Lyra (Colonia, 1570).
Scalich fue canónigo en Münster (Westfalia) y se habría aprovechado de su posición como tal para ganarse el favor del ya anciano duque Alberto de Prusia, enriquecerse y hacer caer en desgracia al teólogo Johann Funck (1518-1566), quien fue ejecutado; descubiertos sus manejos, sus propios bienes fueron confiscados y tuvo que huir.
Su nacionalidad aún está en disputa, pero lo más probable es que fuera croata; la Encyclopædia Britannica y Encarta lo tienen por alemán. Pero el Diccionario enciclopédico de la editorial Espasa (1930) y la Britannica de 1911 lo presentan como húngaro, inspirándose en las informaciones que el propio autor ofrece sobre sí mismo en la portada de su libro: "Pauli Scalichii Lika, Comitis Hunnorum y Baronis Zkradini" ("Conde de hunos y Barón de Skradin", una ciudad de Croacia). Pero en otras obras el autor parece indicar que se refiere a ancestros lejanos.

## Obras
- Encyclopaedia, seu Orbis disciplinarum, tam sacrarum quam prophanarum Epistemon, Basilea, 1559.
- Dialogus P. Scalichii de Lika... de Missa, 1558.
- Glossa Pauli Scalichii de Lika... in triginta duos Artículos Canonis Missae ex Apostolo, 1558.
- Dialogus de Lyra, Colonia, 1570.

- Datos: Q1396063
- Multimedia: Pavao Skalić / Q1396063